# Aspidoscelis dixoni
Aspidoscelis dixoni е вид влечуго от семейство Teiidae. Видът е почти застрашен от изчезване.

## Разпространение
Разпространен е в САЩ.

## Описание
Популацията на вида е стабилна.